# Cerodontha kivuensis
Cerodontha kivuensis este o specie de muște din genul Cerodontha, familia Agromyzidae, descrisă de Spencer în anul 1959.
Este endemică în Congo. Conform Catalogue of Life specia Cerodontha kivuensis nu are subspecii cunoscute.